# تيموثي دانيال سوليفان
تيموثي دانيال سوليفان (بالإنجليزية: Timothy Daniel Sullivan)‏ هو صحفي وشاعر وسياسي أيرلندي، ولد في 29 مايو 1827 في جمهورية أيرلندا، وتوفي في 31 مارس 1914. حزبياً، نشط في Irish Parliamentary Party ‏.

## مناصب
- في الانتخابات العمومية البريطانية 1880 [الإنجليزية]‏، انتخب عضو برلمان المملكة المتحدة الـ22 عن دائرة Westmeath ‏ (13 أبريل 1880 – 18 نوفمبر 1885).
- في الانتخابات العمومية البريطانية 1885 [الإنجليزية]‏، انتخب عضو برلمان المملكة المتحدة الـ23 عن دائرة Dublin College Green (UK Parliament constituency) [الإنجليزية]‏ (1 ديسمبر 1885 – 26 يونيو 1886).
- في الانتخابات العمومية البريطانية 1886 [الإنجليزية]‏، انتخب عضو برلمان المملكة المتحدة الـ24 عن دائرة Dublin College Green (UK Parliament constituency) [الإنجليزية]‏ (1 يوليو 1886 – 28 يونيو 1892).
- في الانتخابات العمومية البريطانية 1892 [الإنجليزية]‏، انتخب عضو برلمان المملكة المتحدة الـ25 عن دائرة West Donegal (UK Parliament constituency) [الإنجليزية]‏ (4 يوليو 1892 – 8 يوليو 1895).
- في الانتخابات العمومية البريطانية 1895 [الإنجليزية]‏، انتخب عضو برلمان المملكة المتحدة الـ26 عن دائرة West Donegal (UK Parliament constituency) [الإنجليزية]‏ (13 يوليو 1895 – ).
- انتخب Lord Mayor of Dublin [الإنجليزية]‏.

## روابط خارجية
- تيموثي دانيال سوليفان على موقع ميوزك برينز (الإنجليزية)
- تيموثي دانيال سوليفان على موقع ديسكوغز (الإنجليزية)